# Страстите на Жана д'Арк
„Страстите на Жана д'Арк“ (на френски: La Passion de Jeanne d'Arc) е френски биографичен филм от 1928 година на режисьора Карл Теодор Драйер по негов сценарий в съавторство с Жозеф Делтей.
Действието следва протоколите от историческия процес срещу Жана д'Арк, като в центъра на сюжета са опитите на религиозния съд да я убеди да се отрече от вярата си, че е призвана от Бог да прогони англичаните от Франция. Главните роли се изпълняват от Рьоне Фалконети, Йожен Силвен, Андре Берле, Морис Шуц.
Филмът няма търговски успех, но още с появата си е високо оценен от критиката и днес е сочен като един от високите образци на нямото кино.